# Fiefferme
Une fiefferme était en France un fief appartenant au domaine royal, mais affermée à un seigneur féodal particulier. 
D'une manière générale, un tel fief était devenu la propriété du roi à l'occasion d'une rupture du lien féodal (dans le cas d'une félonie par exemple).
La propriété du roi de France étant par nature inaliénable (c'est l'une des lois fondamentales du royaume), ce type de fief ne pouvait être vendu. L'institution de la fiefferme a permis de redistribuer ces fiefs aux vassaux et barons méritants, tout en restant dans le giron royal. Le seigneur "fermier" jouait le rôle de seigneur, au nom du roi de France ou de son représentant (dans le cas d'un apanage), tout en acquittant aux termes prévus dans l'acte, le montant du fermage.
Les fieffermes ont existé jusqu'en 1789.